# NGC 7041
NGC 7041 ist eine elliptische Galaxie vom Hubble-Typ E/S0 im Sternbild Indianer am Südsternhimmel. Sie ist schätzungsweise 86 Millionen Lichtjahre von der Milchstraße entfernt und hat einen Durchmesser von etwa 95.000 Lichtjahren.
Im selben Himmelsareal befindet sich die Galaxie NGC 7049.
Das Objekt wurde am 7. Juli 1834 von John Herschel entdeckt.